# Dreimarkstein (Rax)
Der Dreimarkstein ist ein 1948 m ü. A. hoher Gipfel des Raxmassivs nahe der steirisch-niederösterreichischen Grenze.

## Lage
Der Dreimarkstein befindet sich 3 Kilometer nordöstlich der Heukuppe, des Rax-Hauptgipfels, im Gemeindegebiet Neuberg an der Mürz. Südlich nach dem Trinksteinsattel (1850 m ü. A.) liegt der Predigtstuhl (1902 m ü. A.). Nördlich geht der Grat zum Bieskogel (1924 m ü. A.), nordwestlich zur Scheibwaldhöhe (1943 m ü. A.). Hier zieht sich der Große Kesselgraben aus dem Höllental der Schwarza oberhalb Reichenau an der Rax herauf, wo die Gloggnitzer Hütte liegt. Östlich befindet sich das Große Höllental mit der Wolfgang-Dirnbacher-Hütte. Westlich liegt das Habsburghaus, südwestlich das Krummtal, das Hochtal des Reißbachtals bei Hinternaßwald, Gemeinde Schwarzau im Gebirge.

## Zum Namen
Seinen Namen hat er als Grenze der drei Herrschaften Neuberg (einstiger Besitz des steyerischen Zisterzienserstifts Neuberg), Gutenstein (lange Hoyos’sche Latifundien) und Reichenau (ebenfalls lange Stift-Neubergisch), letztere beide zu Österreich gehörig. Heute führt die steiermärkische Grenze aber nördlich und östlich etwa 300 Meter um den Gipfel herum, und der Gipfel gehört gänzlich zu Kapellen.

## Wege
Den Gipfel überquert man beim Nordwestanstieg auf die Rax, also Kesselgraben – Gloggnitzer Hütte oder Großes Höllental –Wolfgang-Dirnbacher-Hütte wie auch über den Rudolfsteig (am Grat zwischen Kleinem und Großen Höllental). Direkt südlich unterhalb trifft man auf den Nordalpenweg (WW01) aus dem großen Höllental respektive den Niederösterreichischen Landesrundwanderweg (NLW) vom Habsburghaus, wo es weiter zum Rax-Hauptgipfel geht. Diese Tour ist die Große Raxüberschreitung, in beide Richtungen reizvoll, aber anstrengend.